# خودرو خانواده
خودروی خانواده یک رده‌بندی از خودروهاست است که در اروپا به خودروهای اندازه معمولی گفته می‌شود. همان‌طور که از نام اینگونه خودرو پیداست، این خودروها بیشتر مناسب خانواده‌ها هستند تا خانواده‌ها بوسیله آنها به خرید روند یا تعطیلات خود را سپری کنند. بیشتر خودروهای خانواده هاچ بک و سدان است، گرچه به برخی از خودروهای رده مینی‌ون، استیشن واگن و خودروهای تغییرپذیر نیز خودروی خانواده می‌گویند.
خودروهای خانواده به دو گروه اصلی تقسیم می‌شوند.

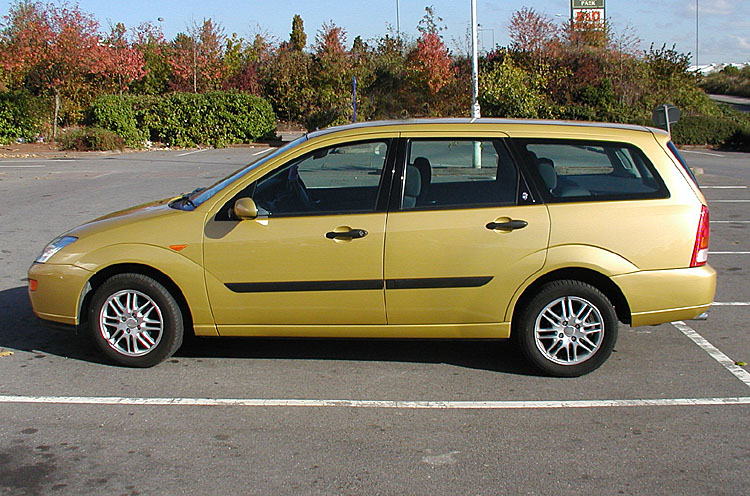
فورد فوکوس، یک خودروی خانواده کوچک می‌باشد

## خودروی خانوادهٔ کوچک
خودروهای هاچ بک، که درازای آنها بین ۴٫۲۰ تا ۴٫۳۵ متر و خودروهای سدان و استیشن واگن که درازای آنها بین ۴٫۴۰ تا ۴٫۵۵ متر است، خودروی خانواده کوچک می‌گویند. از دهه ۱۹۹۰ میلادی خودروهایی که پایه مینی‌ون دارند، کامپکت ام‌پی‌وی به جمع این خودروها اضافه شده‌اند.

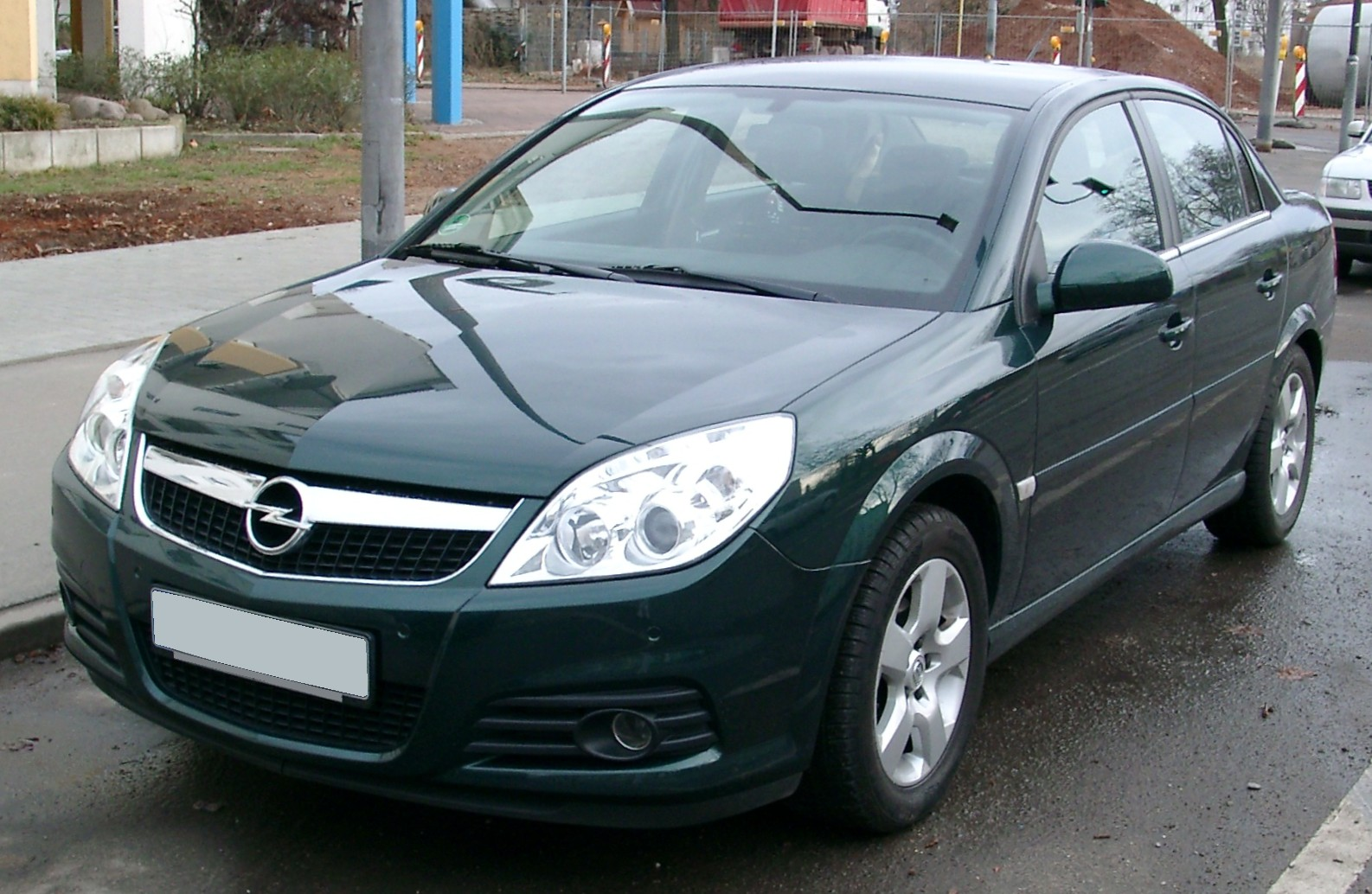
اپل وکترا، یک خودروی خانواده بزرگ است

## خودروهای خانواده بزرگ
خودروهای خانواده بزرگ تا دهه ۱۹۹۰ به خودروهایی گفته می‌شد که درازای آنها حدود ۴٫۵۰ متر بود ولی هم‌اکنون به خودروهایی، خودروی خانواده بزرگ گویند که درازای آنها ۴٫۷۰ متر یا بیشتر باشد. برخی از خودروهای خانواده بزرگ محبوب عبارتند از فورد موندئو، اپل وکترا، رنو لاگونا و فلوکس‌واگن پاسات.